# Black Arrow (Rakete)

Schnittbild durch die Black Arrow, Beschriftung in Englisch

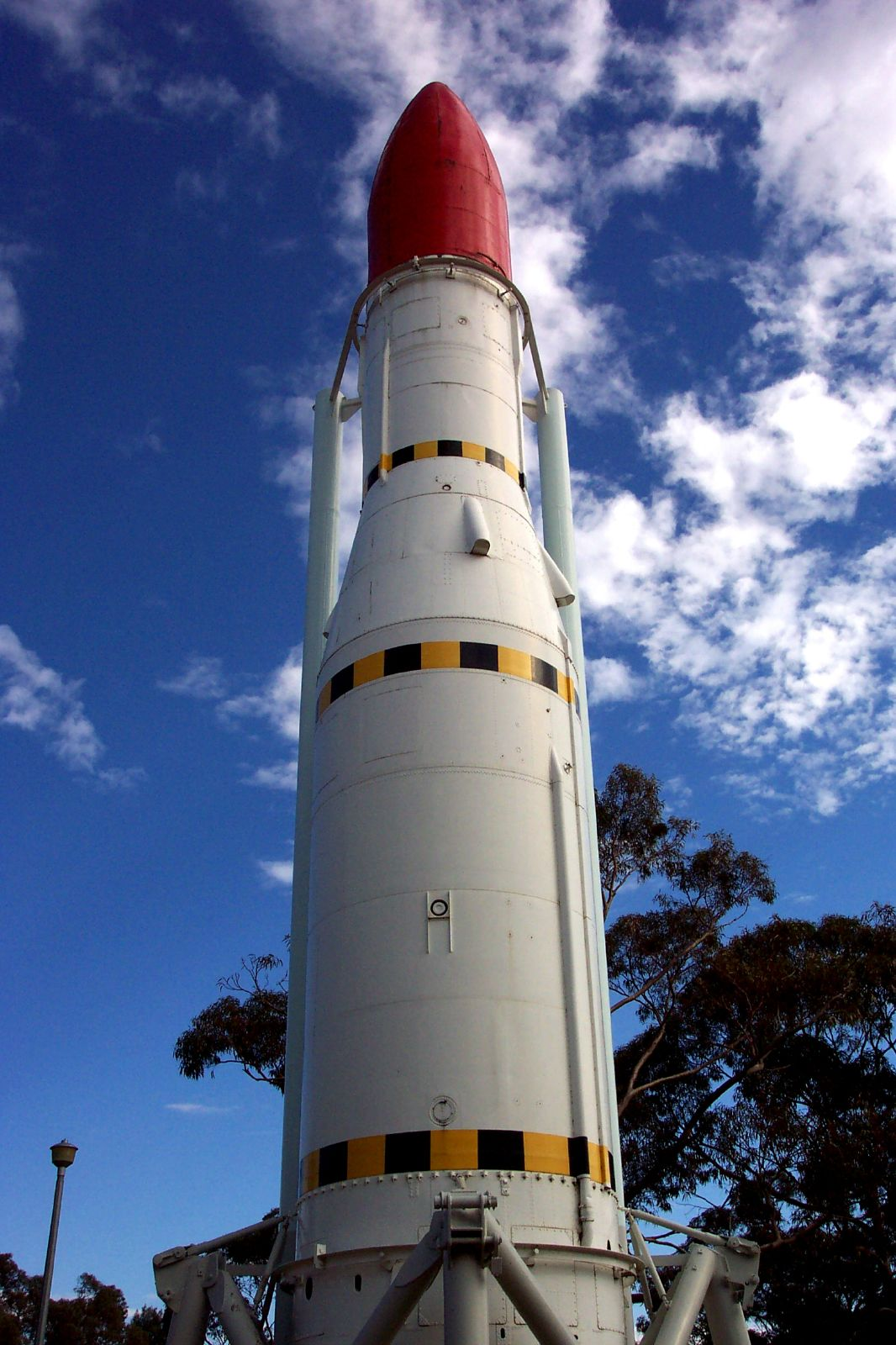
Originalgroßes Modell einer Black Arrow, ausgestellt in Woomera

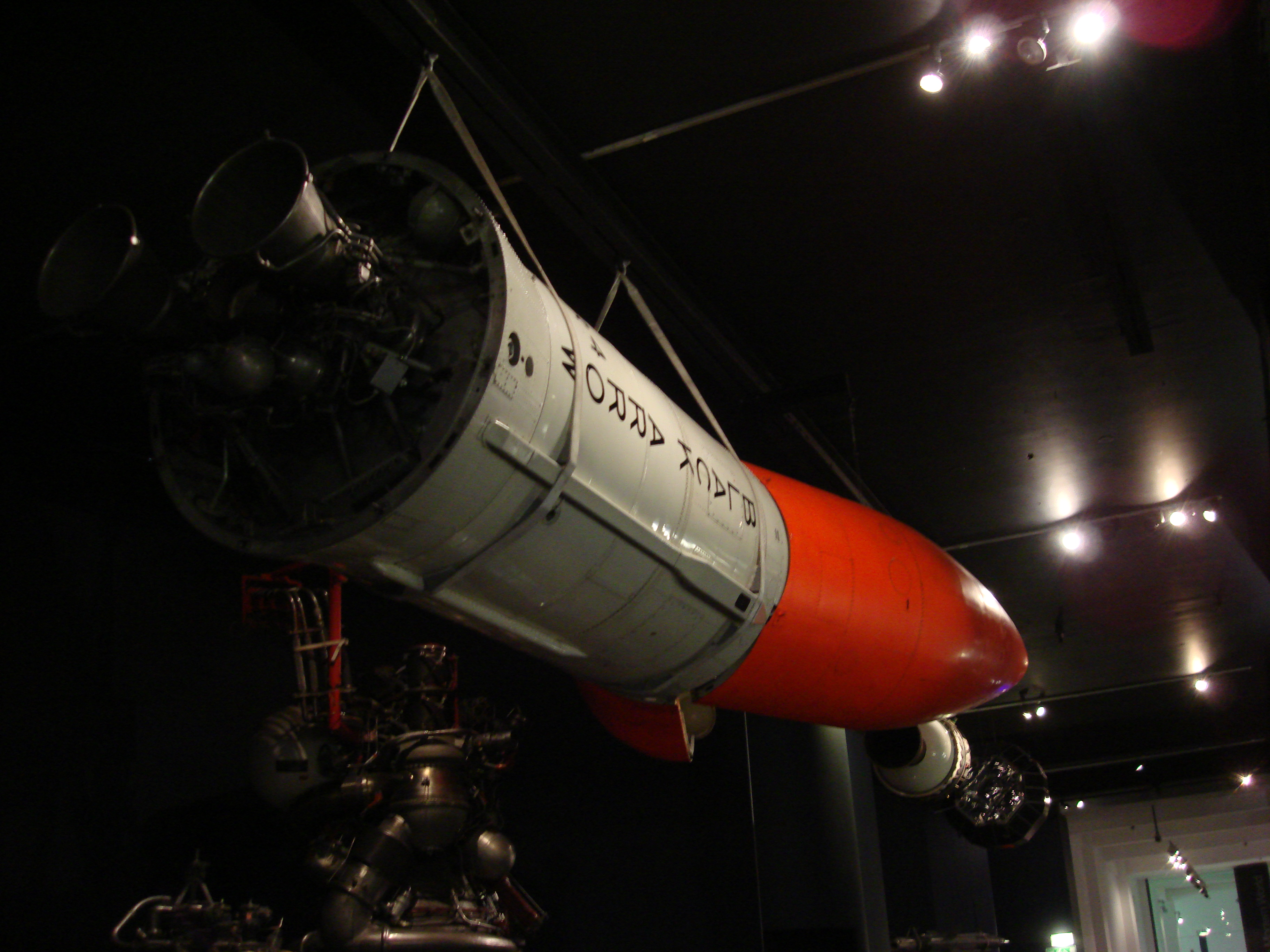
Black Arrow-Rakete im Science Museum, London

Black Arrow (deutsch schwarzer Pfeil) ist die Bezeichnung einer britischen dreistufigen Trägerrakete, welche von 1964 bis 1971 entwickelt wurde und den ersten britischen Satelliten ins All brachte.

## Aufbau
Die Black Arrow war eine 13 m lange dreistufige Rakete mit einem Startgewicht von 18,1 t. Die erste Stufe der Black Arrow war 5,9 m lang, besaß einen Durchmesser von 2 m und wog 14,1 t. Ihr „Gamma-8“-Triebwerk brannte 125 Sekunden lang und entwickelte hierbei in Abhängigkeit von der Höhe einen Schub zwischen 218 kN und 251 kN. Die zweite Stufe der Black Arrow hatte ein „Gamma-2“-Triebwerk. Sie war 3,55 m lang und hatte einen Durchmesser von 1,37 m. Ihr Gewicht betrug 3,5 t. Die „Gamma“-Triebwerke der beiden ersten Stufen besaßen identische Brennkammern, das „Gamma-2“-Triebwerk der zweiten Stufe verwendete jedoch größere Schubdüsen. Die Gamma-Triebwerke verbrauchten die ungewöhnliche Treibstoffkombination aus dem Oxidator 85%igem Wasserstoffperoxid und dem Treibstoff RP-1, einer Kerosinart. Das hochkonzentrierte Wasserstoffperoxid zündete mit dem RP-1 hypergolisch. Die auf einem Dralltisch montierte dritte Stufe wog 500 kg, besaß einen Durchmesser von 0,71 m und eine Länge von 1,3 m. Das mit Festtreibstoff betriebene Triebwerk mit der Bezeichnung Waxwing entwickelte während 40 s einen Schub von 21 kN.

## Einsätze
Alle Raketen vom Typ Black Arrow wurden von Woomera in Australien aus gestartet. Zuvor waren auch zwei Startplätze in Großbritannien im Gespräch. South Uist war jedoch zu abgelegen und bei einem Start von Brancaster in Norfolk hätte das Risiko bestanden, dass die ausgebrannte erste Stufe auf eine Ölplattform in der Nordsee gefallen wäre.
Die ersten beiden Starts waren suborbitale Flüge ohne dritte Stufe. Beim ersten Start am 29. Juni 1969 versagte die Motorsteuerung und die Rakete geriet außer Kontrolle. Als Teile der Verkleidung abbrachen und die Rakete wieder zur Erde stürzte, wurde sie etwa eine Minute nach dem Start von der Bodenstation aus gesprengt. Hingegen war der zweite suborbitale Testflug am 4. März 1970 ein Erfolg.
Beim nächsten Start wurde erstmals der Apogäumsmotor Waxwing verwendet, der den Satelliten Orba in eine Erdumlaufbahn bringen sollte. Orba war von kugeliger Form und wurde aus finanziellen Gründen aus Ersatzteilen gefertigt. Durch Bahnverfolgung wollte man Informationen über die Dichte der Hochatmosphäre gewinnen. Beim Start am 2. September 1970 arbeitete die erste Stufe fehlerfrei, die zweite brannte jedoch durch ein Leck im Wasserstoffperoxid-System nicht lange genug und schaltete sich zu früh ab. Die dritte Stufe arbeitete wieder nominal, konnte aber den Satelliten nicht auf die nötige Geschwindigkeit bringen, so dass er über dem Golf von Carpentaria vor Nord-Australien verglühte.
Am 28. Oktober 1971 gelang es schließlich, mit der Black Arrow den Satelliten Prospero zu starten. Dies war der erste britische Satellitenstart, so dass das Vereinigte Königreich nach der Sowjetunion, den USA, Frankreich, Japan und der Volksrepublik China der sechste Staat war, der einen Satelliten durch eine eigene Rakete in die Erdumlaufbahn gebracht hatte.

## Programmende
Schon vor dem vierten Start hatte William Penney im Auftrag der britischen Regierung das Black-Arrow-Programm auf seine Zukunftsperspektiven untersucht. Der Bedarf an Trägerraketen für britische Satelliten war recht gering, andere Verwendungsmöglichkeiten für die Black Arrow bestanden nicht. Andererseits konnten nicht genügend Black Arrows produziert werden, um genügend Erfahrungen zu sammeln. Penney riet der Regierung deshalb, nach dem Start der vierten Rakete das Programm zu beenden, wobei er im Fall eines Fehlschlags die Möglichkeit offenließ, das Reserveexemplar von Prospero mit der bereits produzierten fünften Rakete zu starten. Weitere britische Satelliten sollten Startmöglichkeiten mit US-Raketen nutzen.
Wie von Penney vorgeschlagen wurde das Black-Arrow-Programm am 29. Juli 1971 beendet. Der nächste britische Satellit, Miranda (X-4) wurde erst 1974 gestartet, mit einer US-amerikanischen Scout-Rakete.
Die letzte produzierte Black Arrow wurde nicht gestartet und steht heute im Science Museum in London. Ein originalgroßes Modell ist in Woomera ausgestellt.

## Startliste
| Startdatum (UTC)         | Startplatz   | Seriennummer | Nutzlast                            | Höhe   | Bemerkung                                          |
| ------------------------ | ------------ | ------------ | ----------------------------------- | ------ | -------------------------------------------------- |
| 27. Juni 1969 22:58      | Woomera LA5B | R-0          | keine                               | 004 km | Fehlschlag                                         |
| 3. März 1970 21:15       | Woomera LA5B | R-1          | keine                               | 550 km | Erfolg                                             |
| 2. September 1970, 00:34 | Woomera LA5B | R-2          | Orba (X-2), Mikrometeoritensatellit | 550 km | Fehlschlag                                         |
| 28. Oktober 1971 04:09   | Woomera LA5B | R-3          | Prospero (X-3)                      | LEO    | Erfolg Erster Satellit des Vereinigten Königreichs |